# Carl Nörtemann
Carl August Nörtemann (* 15. November 1891 in Eberstadt in Württemberg; † 1974) war ein deutscher Politiker und gehörte der NSDAP und CDU an. Im Jahr 1938 wurde er zum Bürgermeister von Stade ernannt.

## Leben
Nach dem Schulbesuch in Haspe und Hagen studierte er und durchlief eine praktische Ausbildung bei Siemens und Halske. Nörtemann nahm von 1914 bis 1918 am Ersten Weltkrieg teil. 1918 wurde er in Greifswald über das Thema Besteht gegenüber den Reichsgesetzen das Erforderns der Sanktion? zum Dr. jur. promoviert. Von 1919 bis 1925 war er Leiter des Statistischen Amtes in Hagen, von 1925 bis 1938 Bürgermeister von Dannenberg (Elbe). Zum 1. April 1933 war er der NSDAP beigetreten (Mitgliedsnummer 1.696.167).
Von 1938 bis 1943 war Nörtemann Bürgermeister von Stade. Im Juli 1940 gab er die Anweisung zur Schändung des jüdischen Friedhofes in Stade.
Nach dem Zweiten Weltkrieg war er von 1955 bis 1958 Vorsitzender des CDU-Bezirks Stade.

## Veröffentlichungen
- 1919: Besteht gegenüber den Reichsgesetzen das Erforderns der Sanktion? Greifswald, staatswissenschaftliche Dissertation
- 1936: Das deutsche Sparkassenwesen unter dem Einflusse der Sparkassengesetzgebung des Reichs, Carl Heymanns